# Castillo Echizen Ōno
El Castillo Echizen Ōno (大野城 Ōno-jō?), también conocido simplemente como Castillo Ōno o Castillo Kameyama, es un castillo japonés de tipo yamashiro (castillo situado en lo alto de una montaña) localizado en Ōno, ciudad de la prefectura de Fukui (Japón).

## Historia
Durante el comienzo del período Sengoku, el área alrededor de Ōno estaba bajo el control del clan Asakura; sin embargo, Ōno también fue una fortaleza importante del movimiento Ikkō-ikki. Después de que tanto Asakura como Ikkō-ikki fueran destruidos por Oda Nobunaga en 1575, asignó el área a su general Kanamori Nagachika bajo el control regional de Shibata Katsuie. Kanamori comenzó la construcción del castillo Ōno utilizando los últimos diseños contemporáneos, y el castillo se completó en 1580.
Posteriormente, Kanamori fue ascendido a gobernador de la provincia de Hida en 1586, y el área fue asignada a Aoki Kazunori seguido de Oda Hidekatsu por Toyotomi Hideyoshi. Después de la Batalla de Sekigahara, Tokugawa Ieyasu asignó a toda la provincia de Echizen a su segundo hijo, Yūki Hideyasu en 1601 como Dominio de Fukui. En 1624, el Dominio de Fukui se dividió, y el tercer hijo de Yūki Hideyasu, Matsudaira Naomasa, recibió un feudo de 55 000 koku centrado en Ōno. Esto se convirtió en el Dominio de Ōno. Naomasa fue transferido al Dominio de Matsumoto en 1633 y fue reemplazado por su hermano menor Matsudaira Naomoto en 1635. Naomoto fue luego transferido al Dominio de Yamagata en 1644 y fue reemplazado por su hermano menor, Matsudaira Naoyoshi. El hijo de Naoyoshi, Matsudaira Naoakira, fue transferido al Dominio de Himeji en 1682.
El dominio fue asignado a una rama cadete del clan Doi bajo Doi Toshifusa. El clan Doi gobernaría Ōno durante las próximas ocho generaciones hasta la restauración Meiji. El castillo se incendió en 1775, pero con la excepción del donjon fue reconstruido en 1795. A lo largo de su historia, Ōno sufrió graves problemas financieros; sin embargo, Doi Toshitada (1811-1869) implementó reformas sustanciales e introdujo el rangaku y la tecnología occidental. Aunque es un dominio pequeño, Ōno se observó en el período Bakumatsu por su ejército occidentalizado y su escuela han.
Después de la restauración de Meiji, el castillo fue derribado, con la excepción de un par de puertas que fueron entregadas a los templos budistas cercanos, y el área fue utilizada para edificios gubernamentales.